# 15. pehotna divizija (Avstro-Ogrska)
15. pehotna divizija (izvirno nemško 15. Infanterie-Division oz. nemško 15. Infanterietruppendivision) je bila pehotna divizija avstro-ogrske kopenske vojske, ki je bila aktivna med prvo svetovno vojno.

## Organizacija
Maj 1941
- 29. pehotna brigada
- 30. pehotna brigada
- 17. poljskotopniški polk
- 18. poljskotopniški polk

## Poveljstvo
Poveljniki (Kommandanten)
- Friedrich Wodniansky von Wildenfeld: avgust 1914
- Alfred von Schenk: avgust - september 1914
- Artur Arz von Straußenburg: 2. - 4. september 1914
- Joseph Mark: 5. - 25. september 1914
- Alfred von Schenk: september 1914 - marec 1915
- Siegmund Benigni in Müldenberg: marec - junij 1915
- Karl Stracker: junij - julij 1915
- Johann von Henriquez: julij - avgust 1915
- Karl Stracker: avgust - september 1915
- Artur von Richard-Rostoczil: september 1915 - marec 1916
- Franz Weiss-Tihany von Mainprugg: april - julij 1916
- Heinrich von Teisinger: julij - september 1916
- Adolf von Aust: januar 1917 - november 1918